# Erich Einegg
Erich Einegg (eigentlich Wulff Wyneken; * 5. September 1898 in Münster; † 8. November 1966 in Berlin) war ein deutscher Pianist, Komponist und Textdichter.

## Leben
Erich Einegg wurde am 5. September 1898 in Münster/Westfalen als Wulff Wyneken geboren und war in den 1920er-Jahren in Berlin als Pianist und Komponist tätig. 1928 gründete er zusammen mit den Schauspielern Rosa Valetti und Aribert Wäscher in Berlin das Kabarett “Larifari”, bei welchem Größen wie Max Colpet, Trude Kolman, Werner Finck und Rudolf Platte ihre ersten Auftritte hatten. Der junge Ernst Busch debütierte hier als Tucholsky-Interpret und mit seinem satirischen “Seifenlied” auf die Wahlpropaganda der SPD als politischer Sänger. Einegg begleitete die Vortragenden am Klavier.
Erich Einegg starb am 8. November 1966 in Berlin.

## Werke
Einegg schrieb Schlager und Kabarettlieder, die von namhaften Interpreten der 1920er und 1930er Jahre wie Paul O’Montis, Hilde Hildebrand und Hilde Seipp vorgetragen wurden; darunter waren auch mehrere Chansons für die Berliner Diseuse Claire Waldoff. Zu einigen davon verfasste er auch die Texte. Auch Unterhaltungsmusik konzertanter Art ist von ihm überliefert.
Als Begleiter am Flügel machte er Ende der 1920er Jahre mehrere Schallplattenaufnahmen mit dem sächsischen Humoristen und Literaten Hans Reimann, dessen Texte er vertont hatte. Sie erschienen auf den Marken Homocord, Ultraphon und Telefunken.
Einegg verfasste die Gesangstexte zu einer Operette und die Musik zu einer Kammer-Operette und zu einem Lustspiel. Er schrieb auch die Musik zu drei deutschen Spielfilmen.
Das Musikarchiv der Deutschen Nationalbibliothek verzeichnet 16 Tonaufnahmen und 16

### Bühnenwerke
- Du oder ich. Kammer-Operette. Text u. Musik von Erich Einegg. Klavierauszug zum Dirigieren eingerichtet vom Komponisten. Dreiklang Verlag Berlin, 1936.[8]
- Mein Herz für Sylvia. Operette in 3 Akten von Fritz Mulle: Gesangstexte Erich Einegg. Musik von Willi Meisel. Berlin, Bühnenvertriebe Edition Meisel & Co, 1942. Umfang: 91 Seiten. In 8°
- Das Spandauer Abenteuer. Lustspiel in 7 Bildern von Kurt Adalbert u. Kurt Stahlschmidt. Musik von Erich Einegg. Berlin: Meisel 1937. 93 Seiten.[9]

### Lieder und Chansons
a) für Claire Waldoff:
- Undatiert: Familie Gänseklein (M.: Erich Einegg, T.: Erich Kersten).
- 1929: Die Großstadtpflanze (= Eene, meene, ming, mang) (Erich Einegg).
- 1930: Wegen dir… [hab ich meine jute Stellung bei Tietz aufjejeben] (Erich Einegg).
- 1930: Vier Stationen (M.: Erich Einegg, T.: C. Waldoff).

b) Aufnahmen mit Hans Reimann:
- auf Homocord Electro
  - Laura, ein Gedicht / H. Reimann. Hans Reimann. Am Flügel: Erich Einegg. Homocord 4-3215 (mx. T.C. 1578)
  - Sago, kein Gedicht / H. Reimann. Hans Reimann. Am Flügel: Erich Einegg. Homocord 4-3215 (mx. T.C. 1580)[10]
  - Mathilde Müller, die verbogene Lebenskurve einer sächsischen Jungfrau / H. Reimann. Hans Reimann. Am Flügel: Erich Einegg. Homocord 4-3217 (mx. T.C. 1581)
  - Trinklied / E. Einegg – H. Reimann. Hans Reimann. Am Flügel: Erich Einegg. Homocord 4-3217 (mx. T.C. 1644)
  - Die wundgeküßte Hand der Madame (H. Reimann, Musik von Ralph Erwin) Homocord 4-3218 (mx. T.C. 1645) Hans Reimann. Am Flügel: Erich Einegg.[11]
  - Die gute alte und die neue Zeit (H. Reimann, Musik von Erich Einegg) Homocord 4-3218 (mx. T.C. 1646) Hans Reimann. Am Flügel: Erich Einegg.

- auf Ultraphon (Am Flügel: Erich Einegg. Aufgenommen Februar 1931, Berlin)
  - a) Laubfrosch und Gans – b) Der verwandelte Spatz. Ultraphon A 871 (mx. 16 254)
  - a) Der Jägersmann – b) Das Zebra. Ultraphon A 871 (mx. 16 255)
  - a) Lügengedicht – b) Der verspätete Osterhase. Ultraphon A 872 (mx. 16 256)
  - Zwölf kleine Negerlein. Ultraphon A 872 (mx. 16 257),[12]

- auf Telefunken (Aufgenommen November 1937, Berlin, Singakademie)
  - Telefunken-Brettl: Tonfilm-Kathrein. 1. Teil (Erich Einegg – Hans Reimann): Lisl Tirsch – Ilse Trautschold – Erich Einegg – Hans Reimann. Telefunken A 2349 (mx. 22 471)
  - Telefunken-Brettl: Dornröschen und Ulrike. 2. Teil (Erich Einegg – Hans Reimann): Lisl Tirsch – Ilse Trautschold – Erich Einegg – Hans Reimann. Telefunken A 2349 (mx. 22 472)

### Chansons
- Der Optimist. Musik u. Text: Erich Einegg[13]
- Die Spielerin: Erich Einegg[14]
- Drei Stationen – A. Nowacki/A. Einegg [sic][15]
- Ein Tag wird dir geschenkt (Chanson): (Musik [und Text: ?][16] Erich Einegg)
- Es war mal ein Zigeuner – Vortragslied (Erich Einegg op. 30)
- Format: Erich Einegg[17]
- Judith. Lied und Blues (E. Einegg – T. Hate)
- Roulette: Erich Einegg[18]
- Song vom Stratosvater Piccard. Musik u. Text: Erich Einegg
- Vamp's Schwanensang: Aus der Eden-Revue: Du ahnst es nicht! / Musik: Erich Einegg, Text: Bruno Balz und Erich Einegg
- Zwei Schlüssel (Erich Einegg – Roland (E. A.) Schacht)[19]

### Unterhaltungsmusik
- Bei gedämpftem Licht: Konzertanter langs. Walzer F. Klav. / Erich Einegg. Verlag Berlin: Fröhlich 1958. Umfang: 3 Bl. gef.; Ch. 8°
- Ein verliebter Zwerg: Capriccio, F. Klav. / Erich Einegg. Verlag Berlin: Fröhlich 1958. Umfang: 4 Bl. gef.; Ch. 8°
- El paso: Tango-Fantasie, F. Klav. / Erich Einegg. Verlag Berlin: Fröhlich 1958. Umfang: 3 Bl. gef.; Ch. 8°
- Fantasie in Slow, F. Klav./ Erich Einegg. Verlag Berlin: Fröhlich 1958. Umfang: 3 Bl. gef.; Ch. 8°
- Legende, F. Klav. / Erich Einegg. Verlag Berlin: Fröhlich 1958. Umfang: 3 Bl. gef.; Ch. 8°
- Narrenspiel: Improvisation F. Klav. / Erich Einegg. Verlag Berlin: Fröhlich 1958. Umfang: 3 Bl. gef.; Ch. 8°

### Schlager
- Die Liebe wird wieder modern: Lied u. langs. Walzer F. Ges. m. Klav. / M. u. T.: E. Einegg. Verlag Berlin: Capriccio-Musikverl. 1947. Umfang: 3 S.; 4°
- Die Nacht ist zu schön: langs. Walzer F. Ges. m. Klav. m. Bez. / Erich Einegg. T.: Hans Pflanzer [= Standard-Schlager-Reihe] Verlag Berlin: Plessow: Ed. Standard 1954. Umfang: 3 S.; 4°
- Ein bißchen romantisch …: Lied u. Tango F. Ges. m. Klav./ M. u. T.: E. Einegg. Verlag Berlin: Capriccio-Musikverl. 1948. Umfang: 3 S.; 4°
- Fragʹ mein Herz!: Langs. Foxtr. F. Ges. m. Klav. m. Bez / M. u.T.: E. Einegg [= Standard-Schlager-Reihe] Verlag Berlin: Plessow: Ed. Standard 1954. Umfang: 3 S.; 4°
- Gib' mir dein Herz: Fox-trott – Erich Einegg[20]

### Musik zu Filmen
- Zurück zur Natur. Deutschland 1931, Kurzspielfilm (21 min). Regie: Peter Schaeffers (Programmgestaltung), Günther Schwenn (Programmgestaltung) Musik: Will Meisel, Willy Rosen, Erich Einegg. Mit Willy Rosen. Conférence: Paul Morgan.[21]
- Der Doppelbräutigam. Originaltitel (DE) / Verleihtitel (AT) So ein Hundeleben. Spielfilm. Koproduktion Deutschland / Tschechoslowakei 1934, Regie: Martin Frič. Musik: Erich Einegg, Liedtexte: Erich Einegg[22]
- Život je pes [německá verze] (Life Is a Dog [German version])[23]

R: Martin Frič V: Itala-Film/Moldavia, 1934 N: Hugo Haas S: Hugo Haas, H.F. Köllner, Martin Frič K: Václav Vích Hu: Erich Einegg Zv: František Šindelář H: Fritz Kampers (skladat.Viktor Lange/prof.Alfred R), Jakob Tiedtke (hudební nakladatel Roland), Lien Deyers (Eva, Rolandova dcera), Carsta Löck (Helena, Rolandova dcera), Werner Jantsch (Morrison), Alois Dvorský (domovník), Jára Kohout (zákazník v hudebninách), Jan W. Speerger, Marie Norrová Fo: 35 mm Ve: německá © Národní filmový archiv
- Irgendwo in Berlin. Spielfilm Deutschland-Ost[25] 1946, Regie und Buch: Gerhard Lamprecht. Musik: Erich Einegg.[26]

### Hörspielmusik
- 1947: John Boynton Priestley: Die fremde Stadt – Bearbeitung und Regie: Hedda Zinner (Berliner Rundfunk)

### Tondokumente
- Judith. Lied und Blues (E. Einegg, T. Hate): Tanz-Orchester Géza Komor mit Refraingesang: Erwin van Roy, Tenor. Tri-Ergon T.E. 5355-A (mx. 01884) (NE 11/1928) (K 1929)
- Es war mal ein Zigeuner – Once there was a Gypsy. (Erich Einegg Op. 30): Paul O’Montis, vocal with piano and violin. Odeon O-11 236 (Be 8264) – Berlin, 1929
- Vamp's Schwanensang: Aus der Eden-Revue: Du ahnst es nicht! / Musik: Erich Einegg, Text: Bruno Balz und Erich Einegg: Hilde Hildebrand, Vortrag. Am Flügel der Komponist. Telefunken A 1597 (mx. 19 580) – Berlin 1934
- Song vom Stratosvater Piccard (Musik und Text: Erich Einegg): Hilde Hildebrand, Vortrag. Am Flügel der Komponist. Telefunken A 1597 (mx. 19 581-1) – Berlin 1934
- Ein Tag wird dir geschenkt. Chanson (E. Einegg – W. E. Hintz): Hilde Seipp mit O. Berco und E. Norman an 2 Flügeln. Odeon O-25 767 (Be 11 269) – Berlin, April 1936 (MP3; 1,6 MB)

### Wiederveröffentlichungen
- LP Polydor 25 73 006 (BRD 1974, Deutsche Grammophon Literatur) Titel: Die Damen von der alten Schule. Enthält: Chanson „Die Spielerin“, vorgetragen von Valeska Gert.
- LP Polydor J 73 555 (BRD 1965, Bertelsmann Club) Titel: Frivolitäten. 10 Diseusen – 10 Chansons. Enthält: Chanson „Der Optimist“, vorgetragen von Greta Keller.
- LP EMI Electrola 148-31606/07 (BRD, Odeon) Titel: Es gibt nur ein Berlin und das ist mein Berlin. Enthält: Chanson „Die Großstadtpflanze“, vorgetragen von Cläre Waldoff (Parlophon B. 12.361 [mx. 37 111-2], 1930).
- CD Duo Phon 01353 (BRD, Edition Berliner Musenkinder) Titel: Verklungenes Berlin. Originalaufnahmen von 1906 - 1941. Enthält: Chanson „Die Großstadtpflanze“, vorgetragen von Cläre Waldoff (Parlophon B. 12.361 [mx. 37 111-2], 1930).
- CD Duo Phon 05403 (BRD 2004, Edition Berliner Musenkinder) Titel: Oswin, der ertrunkene Hering – Hans Reimann, sämtliche veröffentlichte Aufnahmen 1928 – Anfang 1930 plus 2 unveröffentlichte. Mit booklet. Enthält: track 17 Mathilde Müller, die verbogene Lebenskurve einer sächsischen Jungfrau / track 19 Trinklied / track 2o Die wundgeküßte Hand der Madame / track 21 Die gute alte und die neue Zeit.

### Abbildungen
- Etikett der Schallplatte Odeon O-25 767[27]
- Kinoplakat zum deutsch-tschechischen Tonfilm “Život je pes / So ein Hundeleben”[28]
- Kinoplakat zum deutschen Nachkriegsfilm „Irgendwo in Berlin“[29]